# RTI Bouaké
RTI Bouaké est une chaîne de télévision généraliste publique ivoirienne qui émet dans la région de Gbêkê, dont le chef-lieu est Bouaké.

## Histoire de la chaîne
Dès le début de la crise politico-militaire en Côte d'Ivoire en septembre 2002, les studios de la télévision régionale de Bouaké sont détruits.
C'est seulement dix années plus tard, le 1er mars 2012 que la chaîne renaît sous le nom de RTI Bouaké, soit deux mois après le lancement de Radio Bouaké le 29 décembre 2011. Ce lancement est également présenté comme un test pour une future expansion de la télévision locale en Côte d'Ivoire.

## Programmes d'aujourd'hui
- le régional Bouaké
- Scandal

## Diffusion
RTI Bouaké est diffusée dans la région de Gbêkê, ainsi que sur tout le territoire à travers des retransmissions sur RTI 1.